# Minimig

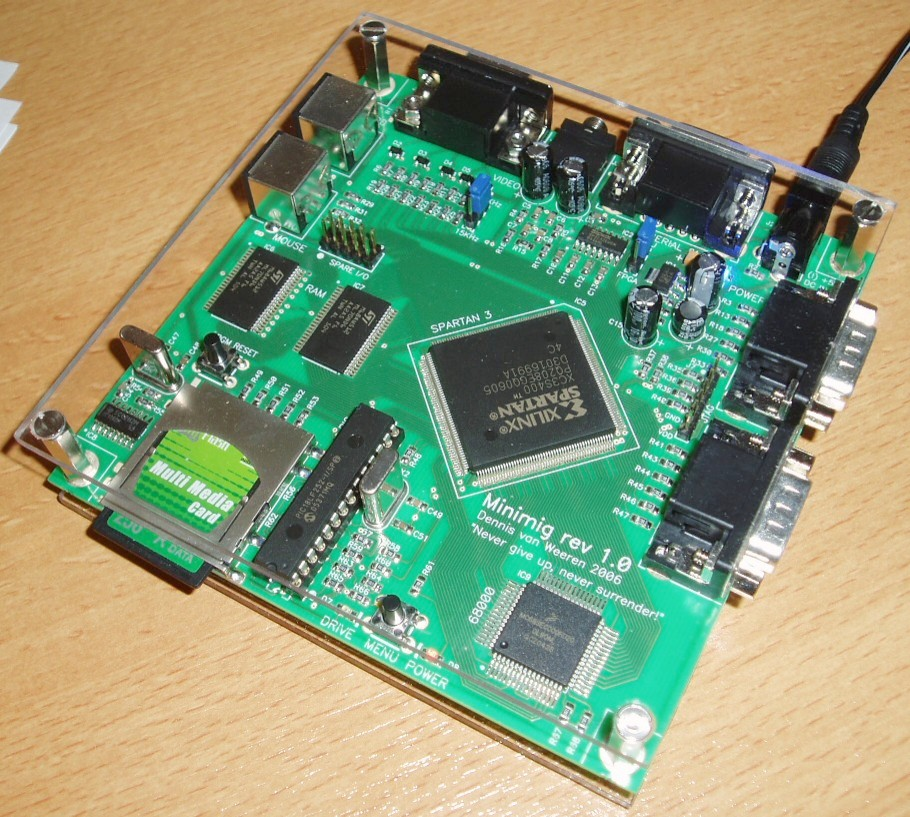
Minimig 120x120mm kretskort (Nano-ITX storlek)

Minimig är en implementering av Amiga baserat på bland annat en FPGA-krets. FPGA-kretsen är programmerad att fungera som Amigans ursprungliga specialkretsar (OCS). Kretskortslayouten och källkoden som behövs är tillgänglig under Open Source licens.